# 好文学園女子高等学校
好文学園女子高等学校（こうぶんがくえんじょしこうとうがっこう）は、大阪府大阪市西淀川区千舟三丁目にある私立高等学校。学校法人好文学園が運営する女子校である。実業家・臼谷吉五郎が大阪市此花区上福島西通（現在の福島区福島）に創設した大阪商科女学校を起源とする。かつては商業高等学校だったが、現在は普通科のみの高等学校である。

## 沿革
1937年に大阪商科女学校として、大阪・福島で創立した。1944年には実業学校へ昇格し、大阪福島女子商業学校と称した。
学制改革により1947年に新制中学校を設置し、旧制商業学校2・3年在籍生徒を移行させた。さらに1948年には新制大阪福島高等学校が発足し、商業科を設置した。
1950年には敷地内に、定時制・男女共学の大阪工業高等学校を併設した。しかし大阪工業高等学校は1974年に廃止されている。
福島の校地が手狭になったため、富士紡大阪工場跡地である現在地に校地を選定し移転計画を具体化させた。その最中の1958年、隣家からの火災により福島の校舎が類焼被害にあったこともあり、当初より予定を早めて被災直後に現在地に移転した。1960年には大阪福島女子高等学校へ校名変更した。
1973年には普通科を併設し、商業科との2学科体制となった。商業科はビジネス科や情報ビジネス科への改編を経て、2006年には普通科情報コミュニケーションコースに改組される形で廃止されている。2006年以降は普通科単科の高等学校となっている。
2008年には好文学園女子高等学校へ校名変更した。校名変更にあわせて特進選抜コースなどを新設するなどし、また制服も変更になっている。
2013年にはコース再編がなされ、標準進学コースが設置された。
2014年には看護医療系進学コースが設置、2015年には標準進学コースがⅠ類とⅡ類に分類された。
2021年には標準進学Ⅰ類Ⅱ類から進学アドバンスコース、進学フロンティアコースに、保育進学コースから幼児教育コースに名称変更。また、メディアクリエイターコースが設置され、スポーツ健康コースは2021年度から募集停止。

### 年表
- 1937年 - 大阪商科女学校として創立。
- 1944年 - 大阪福島女子商業学校と改称。
- 1947年 - 新制中学を併設（1958年停止）。
- 1948年 - 学制改革により、大阪福島高等学校となる。商業科を設置。
- 1950年 - 定時制の大阪工業高校を併設（1974年廃止）。
- 1958年 - 現在地へ移転。
- 1960年 - 大阪福島女子高等学校へ校名変更。
- 1973年 - 普通科を設置。
- 1999年 - 商業科をビジネス科に改編。
- 2002年 - ビジネス科を情報ビジネス科に改編。
- 2006年 - 情報ビジネス科を募集停止。普通科に情報コミュニケーションコース設置。
- 2004年 - 普通科に体育コース・保育コース設置
- 2007年 - マンガ・アニメーションコース設置。
- 2008年 - 好文学園女子高等学校へ校名変更。
- 2021年 - メディアクリエイターコース設置。

## 設置コース

### 総合進学エリア
- 特別進学コース
- 進学アドバンスコース（元 Ⅰ類）
- 進学フロンティアコース（元 Ⅱ類）

### キャリア進学エリア
- 看護医療系進学コース
- 幼児教育コース
- ITライセンスコース

### メディア芸術群
- メディアクリエイターコース
- デザイン美術イラストコース
- マンガ・アニメーションコース
- スポーツ健康コース

## 出身者
- 畠田理恵 - 元歌手、元女優（芸能界入りの為、中退）
- 越野翔子 - シンガーソングライター
- 藤原亜紀 - バレーボール選手
- 三原羽衣 - モデル、TikToker

## 交通
- 阪神本線 千船駅 南へ約500m
- JR東西線 御幣島駅 南西へ約800m